# Energiesparende Leuchtmittel

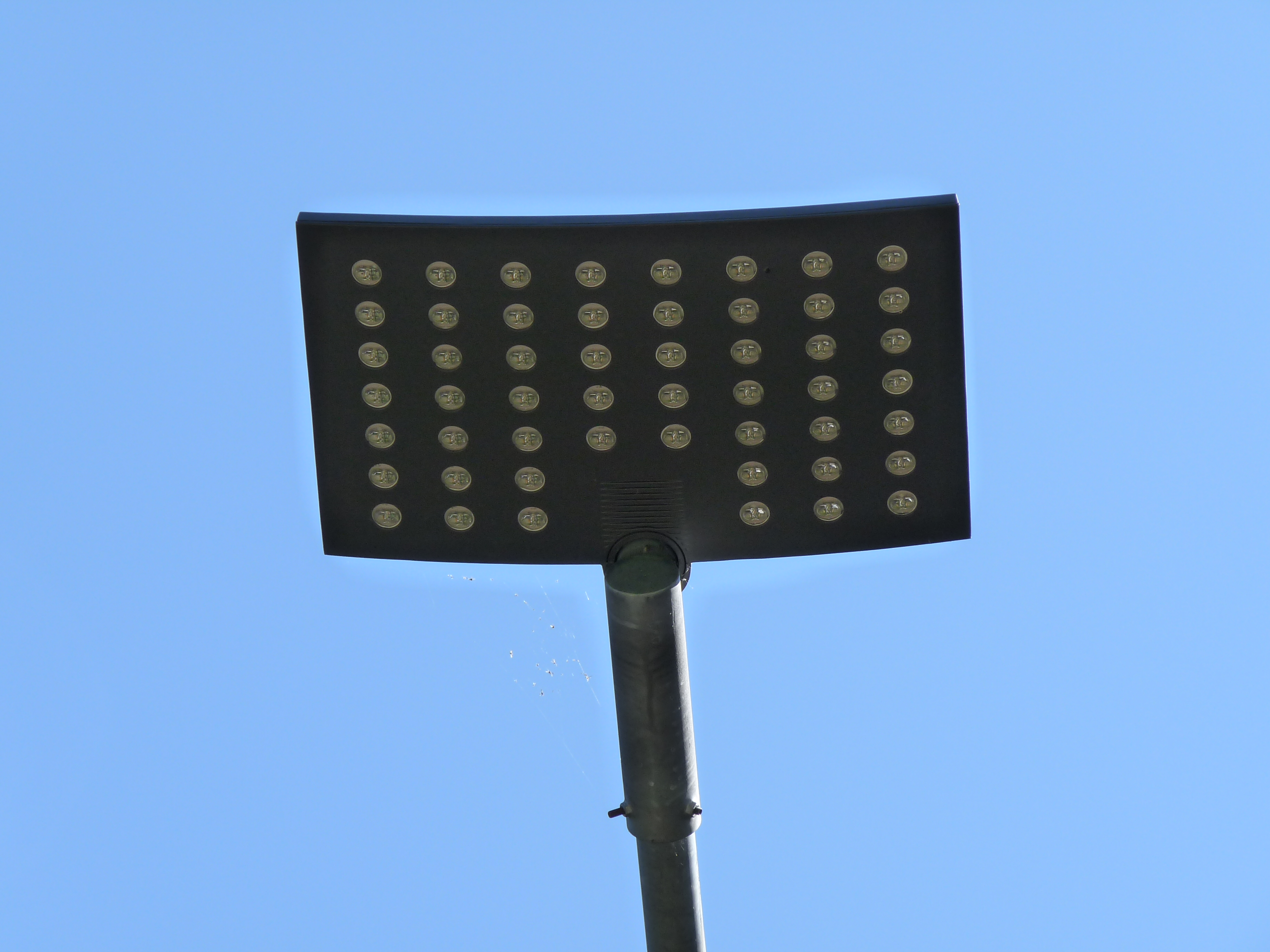
Beispiel für energiesparende Beleuchtung: LED-Straßenlaterne in Tallinn

Energiesparende Leuchtmittel sind Leuchtmittel, die die Anforderungen der EU-Rahmenrichtlinie Ökodesign-Richtlinie und deren konkreter länderspezifischer Verordnungen erfüllen. Mit dieser Verordnung (EG) Nr. 244/2009 der Kommission vom 18. März 2009 zur Durchführung der Richtlinie 2005/32/EG des Europäischen Parlaments und des Rates im Hinblick auf die Festlegung von Anforderungen an die umweltgerechte Gestaltung von Haushaltslampen mit ungebündeltem Licht wurden Mindestanforderungen in Bezug auf die Energieeffizienz und die Qualität verschiedener in Haushalten verwendeter Leuchtmittel festgelegt. Die Produktanforderungen sind technologieneutral formuliert und schreiben keine bestimmte Technologie vor. Das Ziel ist die Ablösung von Leuchtmitteln mit geringer durch solche mit höherer Energieeffizienz und somit geringerem Energieverbrauch.

## Übersicht
Zu den energiesparenden Leuchtmitteln werden LED-Leuchtmittel, Kompaktleuchtstofflampen, Natriumdampflampen, Halogen-Metalldampflampen und beschichtete Halogenlampen gezählt, wobei die Energieeinsparung gegenüber herkömmlichen Glühlampen sehr unterschiedlich ausfällt.

### Kompaktleuchtstofflampen
Die Kompaktleuchtstofflampe zählt zu den Leuchtstofflampen; sie ist eine Quecksilberdampf-Niederdrucklampe. Kompaktleuchtstofflampen sind seit Anfang der 1980er Jahre am Markt; ihre Entwicklung gilt als weitgehend abgeschlossen. Die Effizienz liegt heute bei etwa 50 bis 60 lm/W, was etwa 80 % Einsparung gegenüber normalen Allgebrauchsglühlampen bedeutet. Die Haltbarkeit beträgt meist 6.000 bis 10.000 Stunden; allerdings bewirken häufige Schaltzyklen bei vielen Lampen eine deutlich geringere Lebensdauer. Auch eine hohe Betriebstemperatur (durch geringe Kühlung wegen enger oder geschlossener Leuchten) reduziert die Lebensdauer stark.
Kompaktleuchtstofflampen enthalten Quecksilber (ein giftiges und gefährliches Schwermetall); sie müssen daher aufwändig entsorgt werden. Defekte Lampen müssen zurückgenommen werden und dürfen nicht in den Hausmüll gegeben werden. Durch die geringe Rücklaufquote von etwa 10 % zu Anfang der 2010er Jahre sind Kompaktleuchtstofflampen ökologisch problematisch.
Kompaktleuchtstofflampen sind meist größer als vergleichbare Glühlampen. Ein klarer Glaskolben ist technisch nicht möglich, da die primäre Emission im UV-Bereich erfolgt und ein weißer Leuchtstoff im Inneren der Gasentladungsröhre zur Umwandlung in sichtbares Licht benötigt wird. Das Lichtspektrum ist weniger gleichmäßig (also diskontinuierlich) als bei Glühlampen, dadurch ist die Erkennbarkeit von Farben weniger gut.

### Halogenlampe
Halogenlampen sind Glühlampen, die mit einer höheren Temperatur des Glühdrahtes leuchten als konventionelle Glühlampen; dadurch ist die Lichtausbeute höher. Diese Lampen sind zumeist etwa 33 % sparsamer als eine normale Glühlampe, sind jedoch bei weitem nicht so effizient wie eine LED-Lampe. Die durchschnittliche Lebensdauer wird zumeist mit 2000 oder 3000 Stunden angegeben. Halogenlampen sind grundsätzlich dimmbar. Starkes Dimmen reduziert jedoch die Lebensdauer, da der Halogeneffekt, der verdampftes Material zurück zum Glühfaden transportiert, eine Mindesttemperatur an der Kolbeninnenwand benötigt, die beim Dimmen nicht oder nur eingeschränkt erreicht wird.

### Halogenmetalldampflampe
Halogenmetalldampflampen sind Metalldampf-Gasentladungslampen mit Zusätzen von Halogenen und seltenen Erden. Der Farbwiedergabeindex ist hoch und die Farbtemperatur kann durch die Füllung eingestellt werden. Sie dienen zur tageslichtähnlichen Ausleuchtung von Auslagen und werden in Scheinwerfern für Film und Fernsehen, Theaterbeleuchtung und für Messehallen eingesetzt. Die Lichtausbeute ist über 100 lm/W.

### LED

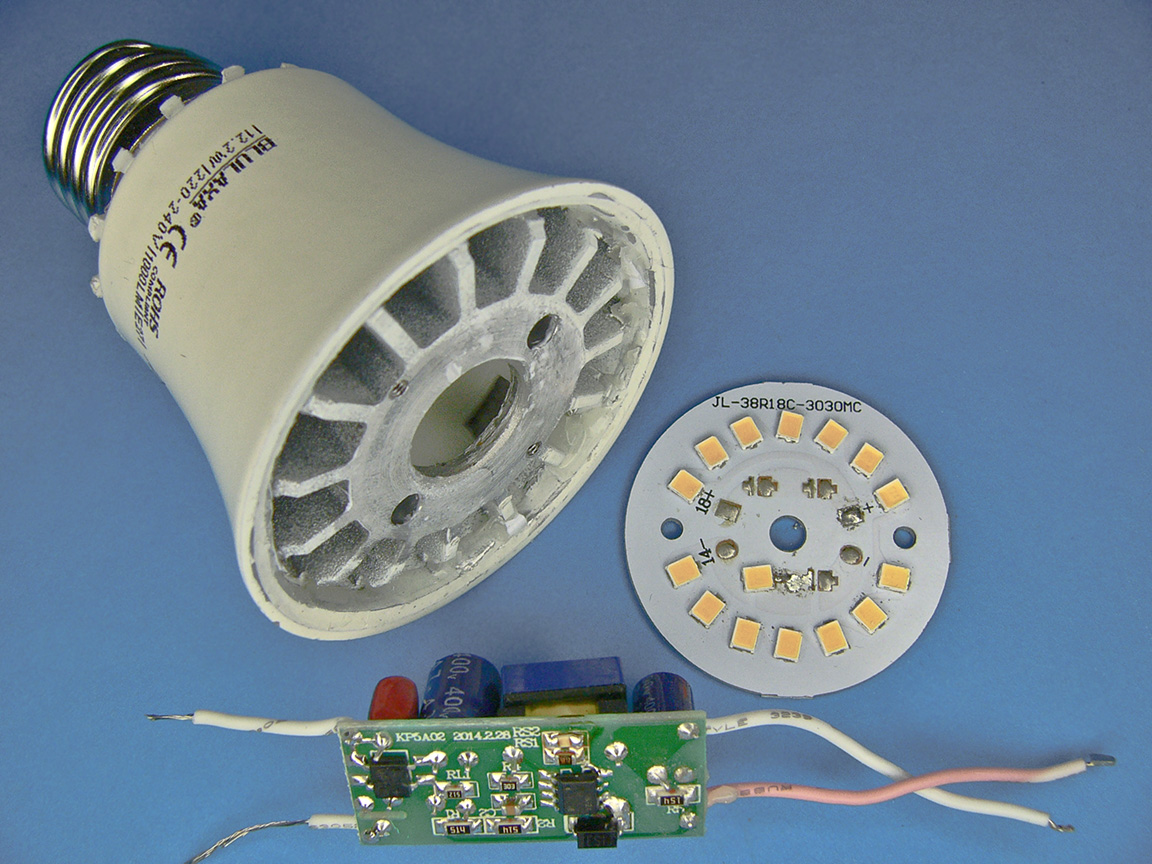
Komponenten einer 1000-Lumen-LED-Lampe

Handelsübliche Leuchtdioden (LEDs) für Beleuchtungszwecke haben mit Stand 2015 eine Effizienz von über 150 lm/W und mehr, noch 2013 lagen die Werte bei 70 lm/W. Anfang der 2010er Jahre wird allgemein eine Mindest-Lebensdauer von 25.000 Betriebsstunden und über 12.500 mögliche Ein- und Ausschaltvorgänge genannt. Die Angabe auf den Verpackungen lautet beispielsweise 15 Jahre Lebensdauer. Als Lebensdauer (Licht-Degradation) einer LED gilt die Zeit, nach der der Lichtstrom auf 70 % des Anfangswertes abgesunken ist. In den 2000er Jahren waren die Kennzeichnungen auf den Verkaufsverpackungen von LEDs häufig ungenau. Damals waren viele LEDs noch bläulich, während Kunden weißes Licht erwarteten. Seit 2011 werden auf der Verpackung – neben der elektrischen Leistungsaufnahme – meist Lichtstrom, Farbtemperatur und Farbwiedergabeindex angegeben.

### Natriumdampflampe
Die Natriumdampflampe zählt zu den effizienten Leuchtmitteln. Sie ist in zwei verschiedenen Formen verfügbar: Natriumdampf-Hochdrucklampe (bis zu 150 lm/W) und Natriumdampf-Niederdrucklampe (bis zu 200 lm/W). Der Nachteil der Natriumdampflampe ist deren monochromatisches Licht mit gelborangenem Farbton, welcher kaum Farbsehen erlaubt. Allerdings ist das Kontrastsehen im Spektralbereich der Natriumdampflampe hoch. Natriumdampflampen werden daher nur dort als Beleuchtungsmittel eingesetzt, wo es nicht auf das Farbsehen ankommt. Beispiele sind die Nachtbeleuchtung von Industriegeländen sowie öffentlichen Verkehrswegen und Plätzen. Wegen des monochromatischen Lichts eignen sie sich zur Beleuchtung in Dunkelkammern.

### Vergleichstabelle unterschiedlicher elektrischer Leuchtmittel
Die folgende Tabelle gibt eine Übersicht über die Leistungsaufnahme verschiedener Leuchtmitteltypen mit gleicher Helligkeit (physikalisch: Lichtstrom in Lumen) wie eine 60-W-Glühlampe.
| Leuchtmitteltyp          | Typische Leistungs- aufnahme in Watt | Lichtausbeute in Lumen pro Watt | Einsparung gegenüber einer Glühlampe | Energie- effizienzklasse | Produktions- kosten | Lebens- dauer | dimmbar   | Farbwieder- gabeindex |
| ------------------------ | ------------------------------------ | ------------------------------- | ------------------------------------ | ------------------------ | ------------------- | ------------- | --------- | --------------------- |
| Glühlampe                | 40–60                                | etwa 12                         | —                                    | D–G                      | sehr niedrig        | sehr niedrig  | ja        | bis 100               |
| Halogenlampe             | 7–60                                 | 15–27                           | bis zu 30 %                          | B–F                      | niedrig             | niedrig       | ja        | bis 100               |
| Kompaktleuchtstofflampe  | 5–15                                 | 40–65                           | bis zu 80 %                          | A–B                      | hoch                | hoch          | selten    | 70…84                 |
| Halogen-Metalldampflampe | 20–400 (Haushalt)                    | 50–117                          | über 85 %                            | —                        | hoch                | mittel        |           | 60…95                 |
| LED-Leuchtmittel         | 3–20                                 | 80 bis mehr als 150             | über 90 %                            | A                        | hoch                | sehr hoch     | häufig    | 80…95                 |
| Natriumdampflampe        | 35–1000                              | 100–200                         | über 95 %                            | —                        | mittel              | hoch          | teilweise | 18…30                 |

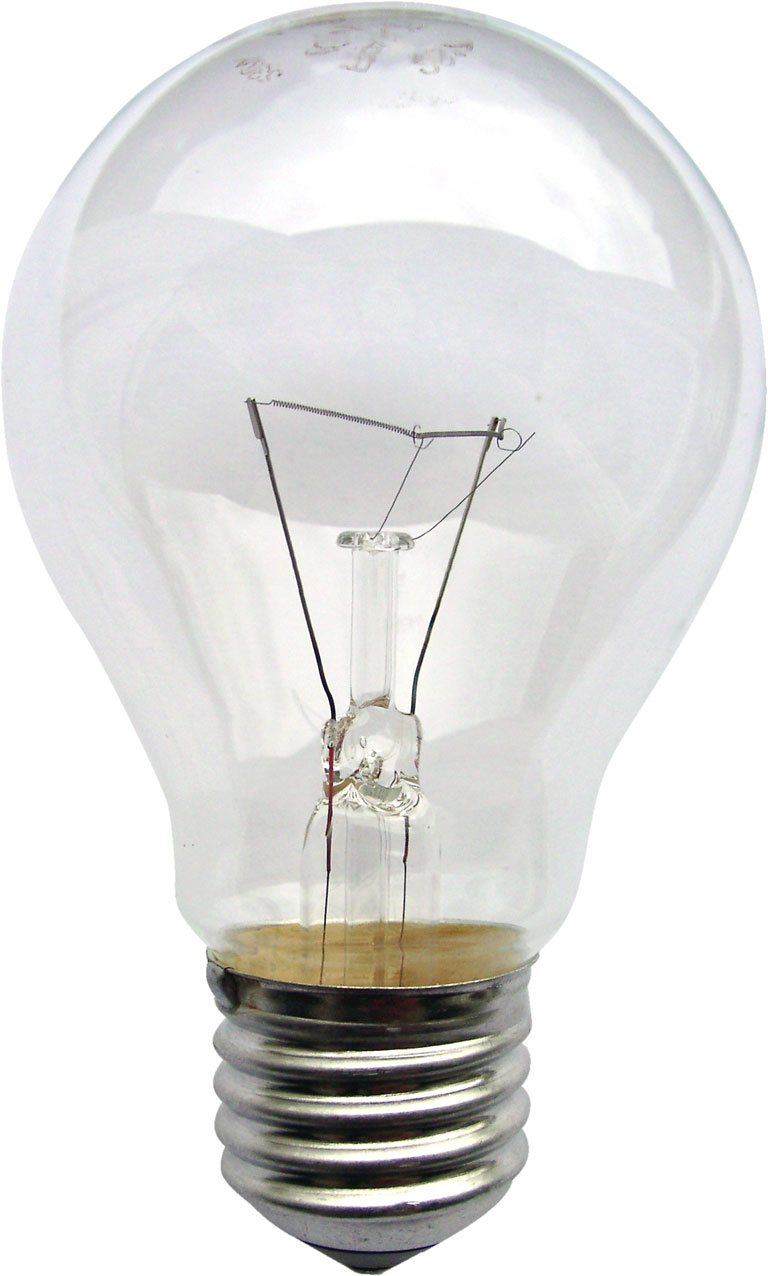
Glühlampe mit E27-Sockel, 60 W
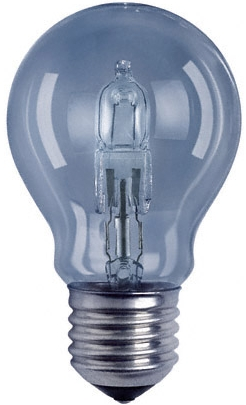
Hochvolt-Halogen-Glühlampe mit E27-Sockel, 42 W – mit Tageslichtfilter
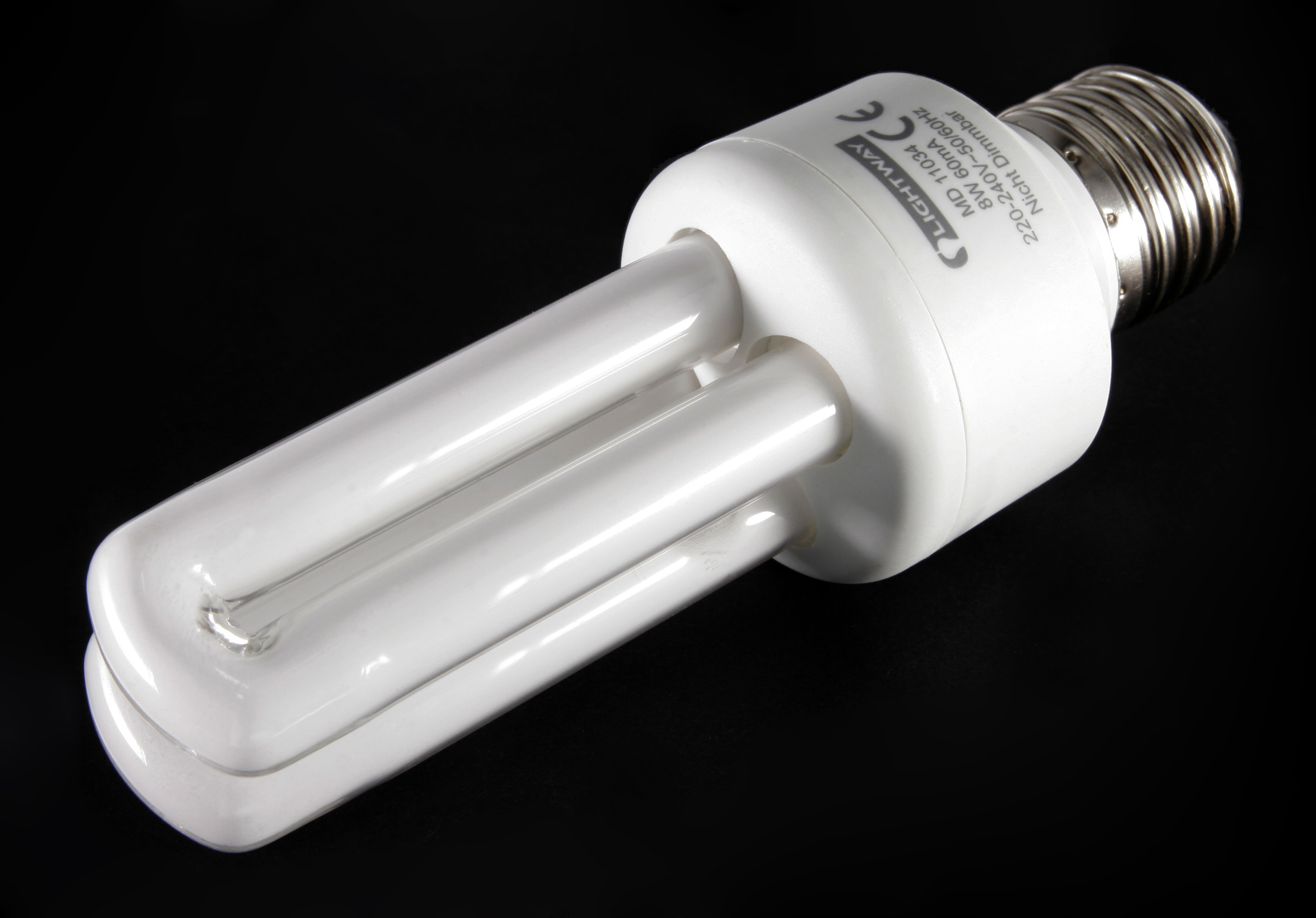
Kompaktleuchtstofflampe mit E27-Sockel
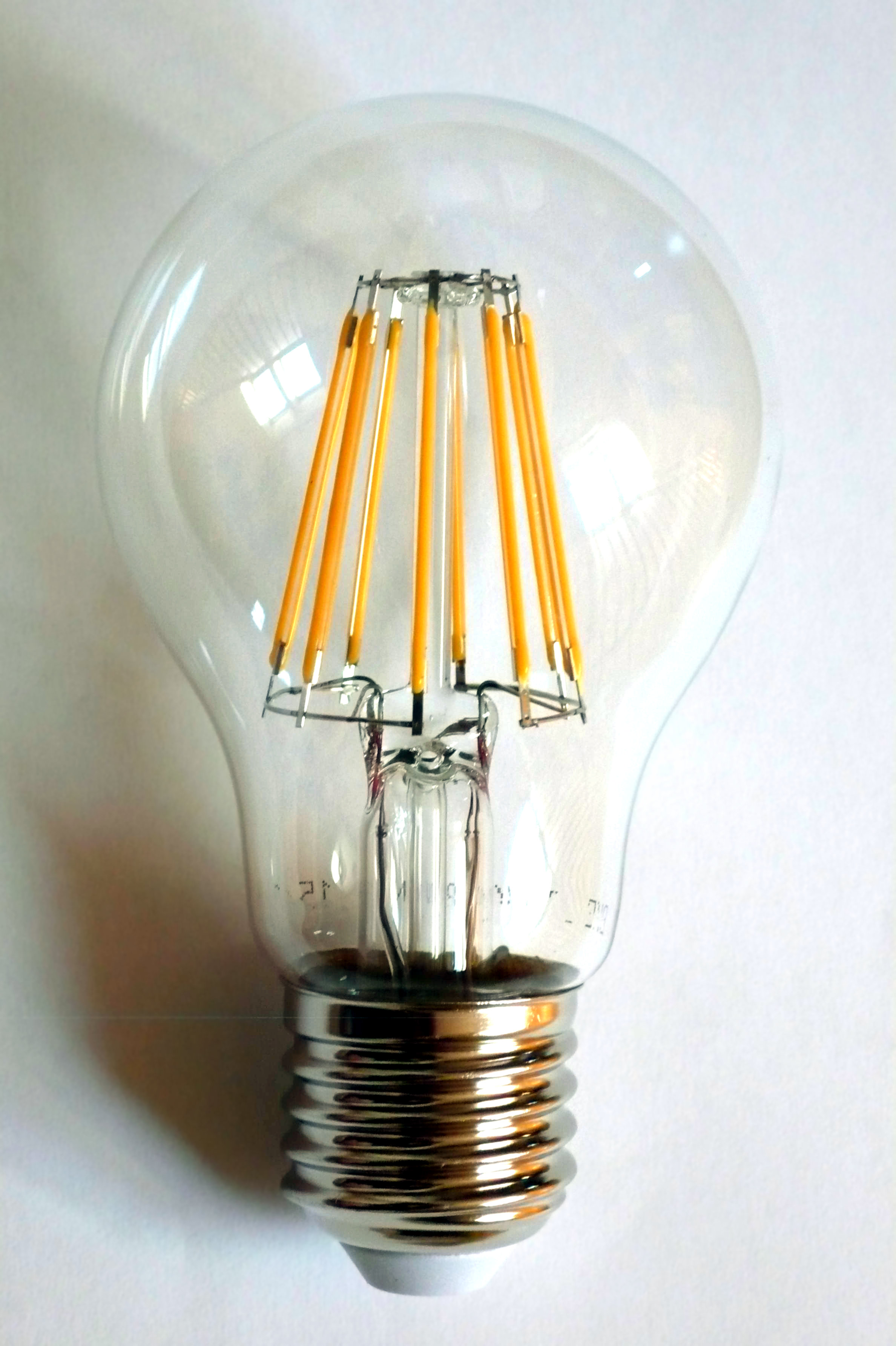
LED-Leuchtfaden-Lampe mit E27-Sockel, 8 W
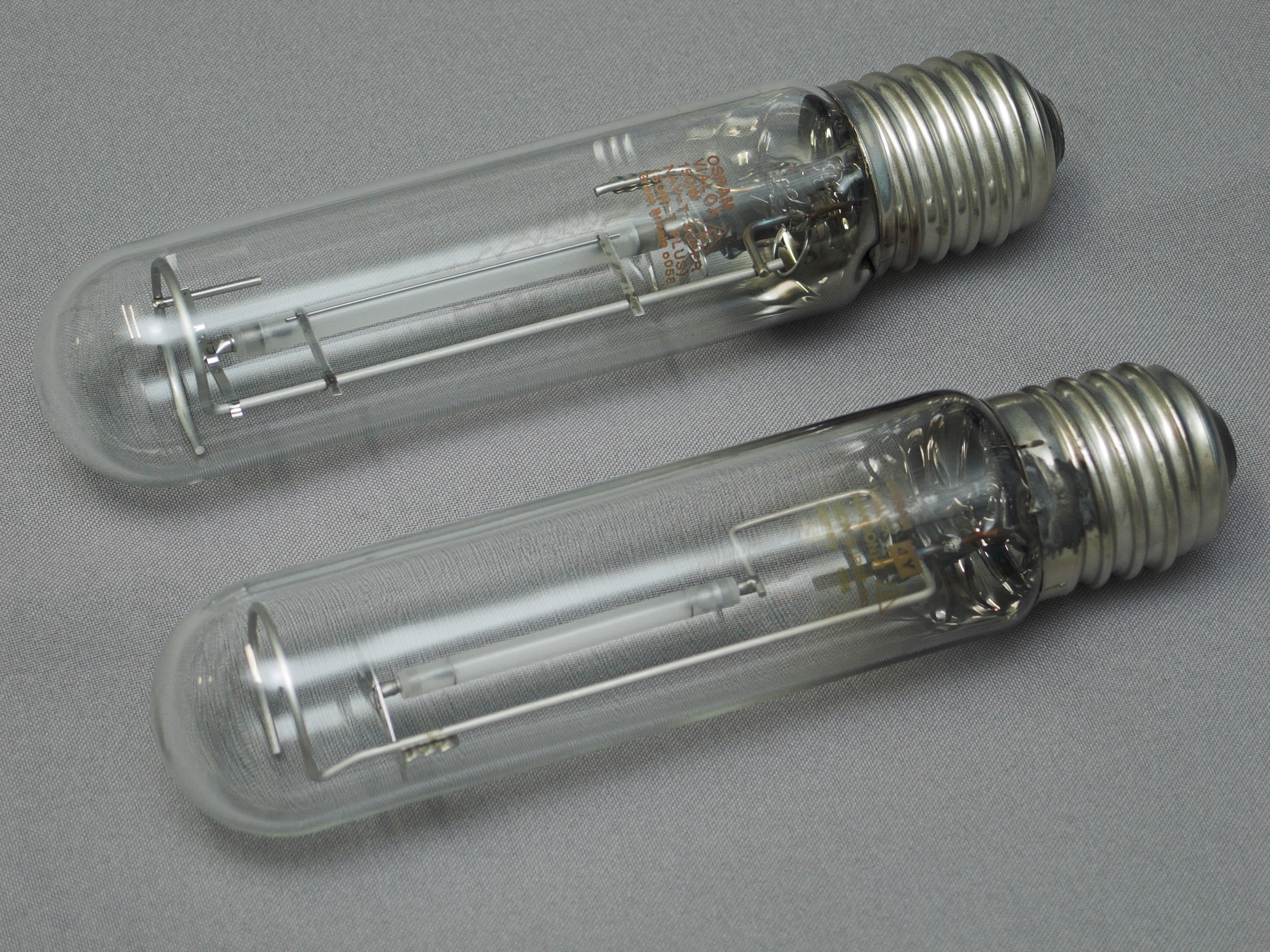
Natriumdampf-Hochdrucklampen mit E40-Sockel; 150 und 100 Watt

## Gesetzgebung

Grenzen der Energieeffizienzklassen für Leuchtmittel

### Europäische Union
Am 18. März 2009 schuf die Europäische Kommission die Verordnung (EG) Nr. 244/2009 auf Grundlage der Ökodesign-Richtlinie des Europäischen Parlaments und des Rates im Hinblick auf die Festlegung von Anforderungen an die umweltgerechte Gestaltung von Haushaltslampen mit ungebündeltem Licht, welche einen 6-Stufen-Plan zum Ersatz der Glühlampe durch Energiesparlampen enthält.
Der Begriff „Energiesparlampe“ darf seit Inkrafttreten der Richtlinie 2005/32/EG (2010) nur noch für Energiesparlampen der Energieeffizienzklasse A genutzt werden.
In der ersten Stufe, beginnend ab dem 1. September 2009 wurde die Herstellung und der Import von Leuchtmitteln schlechter als Effizienzklasse C (siehe Diagramm rechts) untersagt. Ausgenommen waren zunächst klare Leuchtmittel mit maximal 950 lm Lichtstrom, was einer 75 W-Glühlampe entspricht, sowie bestimmte Bauformen wie etwa Reflektoren der Norm R63, R80 usw. Diese Grenze sank jeweils zum ersten September der Folgejahre auf 725 lm/60 W und 450 lm/40 W, per September 2012 wurde die Ausnahmeregel dann gänzlich aufgehoben.
In Stufe 5 wurden 2013 die Anforderungen an die Resthelligkeit von Kompaktleuchtstofflampen nach der Nennlebensdauer verschärft (statt 50 % müssen nun 70 % der Helligkeit verbleiben). In der letzten Stufe 6, die 2016 wirksam wurde, entfiel die Effizienzklasse C.

### Deutschland
In Deutschland ist diese EU-Rahmenrichtlinie EbP-RL, betreffend Leuchtmittel, in Form zweier getrennter Verordnungen rechtlich umgesetzt:
1. Verordnung (EG) Nr. 244/2009 der Kommission vom 18. März 2009 zur Durchführung der Richtlinie 2005/32/EG des Europäischen Parlaments und des Rates im Hinblick auf die Festlegung von Anforderungen an die umweltgerechte Gestaltung von Haushaltslampen mit ungebündeltem Licht.[11]
2. Verordnung (EG) Nr. 245/2009 der Kommission vom 18. März 2009 zur Durchführung der Richtlinie 2005/32/EG des Europäischen Parlaments und des Rates im Hinblick auf die Festlegung von Anforderungen an die umweltgerechte Gestaltung von Leuchtstofflampen ohne eingebautes Vorschaltgerät, Hochdruckentladungslampen sowie Vorschaltgeräte und Leuchten zu ihrem Betrieb und zur Aufhebung der Richtlinie 2000/55/EG.[12]

Erstere Verordnung bezieht sich auf Leuchtmittel, welche primär, aber nicht ausschließlich, in Haushalten eingesetzt werden. Aus dieser Verordnung folgt der Ersatz von herkömmlichen Glühlampen durch energieeffizientere Leuchtmittel wie Kompaktleuchtstofflampen, LED-Leuchtmittel oder beschichtete Halogenlampen. Die zweite Verordnung betrifft den Ersatz von einigen Hochdruck-Gasentladungslampen wie Quecksilberdampf-Hochdrucklampen mit niedriger Effizienzklasse durch Leuchtmittel wie die Natriumdampflampe oder Halogen-Metalldampflampe.

### USA
Für Kalifornien schreibt die California Energy Commission seit 2008 für Neubauten und Renovierungen GU24-Sockel vor, um die Verwendung von energiesparenden Leuchtmitteln sicherzustellen. Adapter zur Verwendung von Glühbirnen an GU24-Sockeln sind verboten. Lampen mit GU24-Sockel unterliegen inzwischen zusätzlich Grenzwerten für das Lichtflimmern.